# Boston Public
Boston Public è una serie televisiva statunitense trasmessa da Fox dal 2000 al 2005.
Il primo episodio, trasmesso il 23 ottobre 2000 in prima serata su FOX, è valso al telefilm un Emmy quale miglior direzione artistica per una serie televisiva.
In Italia è stata trasmessa nel 2005 da Italia 1.

## Trama
Le vicende si svolgono in una scuola superiore pubblica di Boston e sono incentrate su una squadra di insegnanti e i problemi quotidiani che devono affrontare.

## Episodi
| Stagione         | Episodi | Prima TV originale | Prima TV Italia |
| ---------------- | ------- | ------------------ | --------------- |
| Prima stagione   | 22      | 2000-2001          | 2005            |
| Seconda stagione | 22      | 2001-2002          | 2005            |
| Terza stagione   | 22      | 2002-2003          | 2005            |
| Quarta stagione  | 15      | 2003-2004-2005     | 2005            |

## Personaggi e interpreti

### Personaggi principali
- Chi McBride interpreta Steven Harper
- Anthony Heald interpreta Scott Guber
- Loretta Devine interpreta Marla Hendricks
- Sharon Leal interpreta Marilyn Sudor
- Fyvush Finkel interpreta Harvey Lipschultz
- Jeri Ryan interpreta Ronnie Cooke (stagioni 2-4)
- Michael Rapaport interpreta Danny Hanson (stagioni 2-4)
- Natalia Baron interpreta Carmen Torres (stagione 4)
- Jessalyn Gilsig interpreta Lauren Davis (stagioni 1-2)
- Nicky Katt interpreta Harry Senate (stagioni 1-3)
- Rashida Jones interpreta Louisa Fenn (stagioni 1-2)
- Thomas McCarthy interpreta il Coach Kevin Riley (stagione 1)
- Joey Slotnick interpreta Milton Buttle (stagione 1)
- Kathy Baker interpreta Meredith Peters (stagione 2)
- China Jesusita Shavers interpreta Brooke Harper (stagione 3)
- Jon Abrahams interpreta Zach Fischer (stagione 3)
- Cara DeLizia interpreta Marcie Kendall (stagione 3)
- Joey McIntyre interpreta Colin Flynn (stagione 3)
- Michelle Monaghan interpreta Kimberly Woods (stagione 3)
- Trevor Wright interpreta Walton Hanks
- Bianca Kajlich interpreta Lisa Grier (stagione 1)
- Leslie Jordan interpreta dott. Harris (stagione 2)

### Personaggi ricorrenti
- Sarah Thompson: Dana Poole
- John Francis Daley: Anthony Ward
- Debbi Morgan: Marsha Shinn
- Lamya Jezek: Sheryl Holt

## Produzione
La serie è creata e prodotta da David E. Kelley, lo stesso di Ally McBeal e The Practice - Professione avvocati.

## Distribuzione
La serie è stata trasmessa negli Stati Uniti dall'emittente televisiva Fox dall'ottobre 2000 al maggio 2003 ogni lunedì, mentre da settembre 2003 a gennaio 2004 ogni venerdì sera. Gli ultimi due episodi della serie sono stati trasmessi dopo più di un anno dall'interruzione della serie, il 1º e 2 marzo 2005.

## Riconoscimenti (parziale)
- Premio Emmy
  - 2001 - Miglior direzione artistica per una serie televisiva a Paul Eads, Mindy Roffman e Jan Pascale per l'episodio Lezioni di vita
  - 2001 - Candidatura alla migliore attrice ospite in una serie drammatica a Kathy Baker per l'interpretazione di Mrs. Peters
  - 2003 - Candidatura alla miglior coreografia a Joseph Malone per l'episodio Il test contestato